# Campeonato Europeo de Atletismo en Ruta de 2027
El II Campeonato Europeo de Atletismo en Ruta se celebrará en Belgrado (Serbia) entre el 17 y el 18 de abril de 2027 bajo la organización de Atletismo Europeo y la Federación Serbia de Atletismo.